# Saint-Cyr-la-Campagne
Saint-Cyr-la-Campagne é uma comuna francesa na região administrativa da Normandia, no departamento de Eure. Estende-se por uma área de 2,91 km². Em 2010 a comuna tinha 440 habitantes (densidade: 151,2 hab./km²).